# 唐吉訶德 (企業)
唐吉訶德（日语： don kihōte */?）是源自日本的跨國連鎖折扣店，以價格廉宜聞名。在日本常被簡稱為「ドンキ」，在海外（美國除外）則主要以「Don Don Donki」名稱展店。
唐吉訶德的總店位於東京中目黑，現於日本國内共有超過160家分店；於美國夏威夷有28家分店，加州有10家分店；2017年12月1日設立首間新加坡分店，目前在新加坡共設有15家分店（包括1間「甜薯工埸」專賣店）；2019年2月22日設立首間泰國分店，目前分別在曼谷有6家分店（另設1間「鮮選壽司」餐廳）和春武里府有1家分店；同年7月12日設立首間香港分店，目前香港共設有10家分店；2021年1月19日於台北西門町開設首家台灣分店；馬來西亞首家分店則在同年的3月19日開幕；同年的9月9日設立首間澳門分店，2024年2月2日再增設多一間分店（另設1間「鮮選壽司」餐廳）。

## 特色
唐吉訶德的特色是標榜貨品售價較其他店铺廉宜，其營業時間較長，一般直至深夜甚至全年無休。部份分店附設大型停車場。店内空間較為狹小、陳列方法亦較混雜。銷售貨品種類包羅萬象，包括成衣、食品、首飾、家居用品、彩妝、手工具、運動用品、派對用品、3C產品、情趣用品等。其亦擁有自有品牌「情熱價格」（情熱価格）。

## 吉祥物
Donpen（日语： don pen */?)和Donko（日文：ドンコ）是唐吉訶德的官方形象代言吉祥物。於1998年由唐吉訶德杉並分店員工在某次手繪宣傳海報上首次創造，因可愛的形象而演變成吉祥物。Donpen和Donko協助推廣唐吉訶德的品牌形象及宣傳活動。

## 歷史

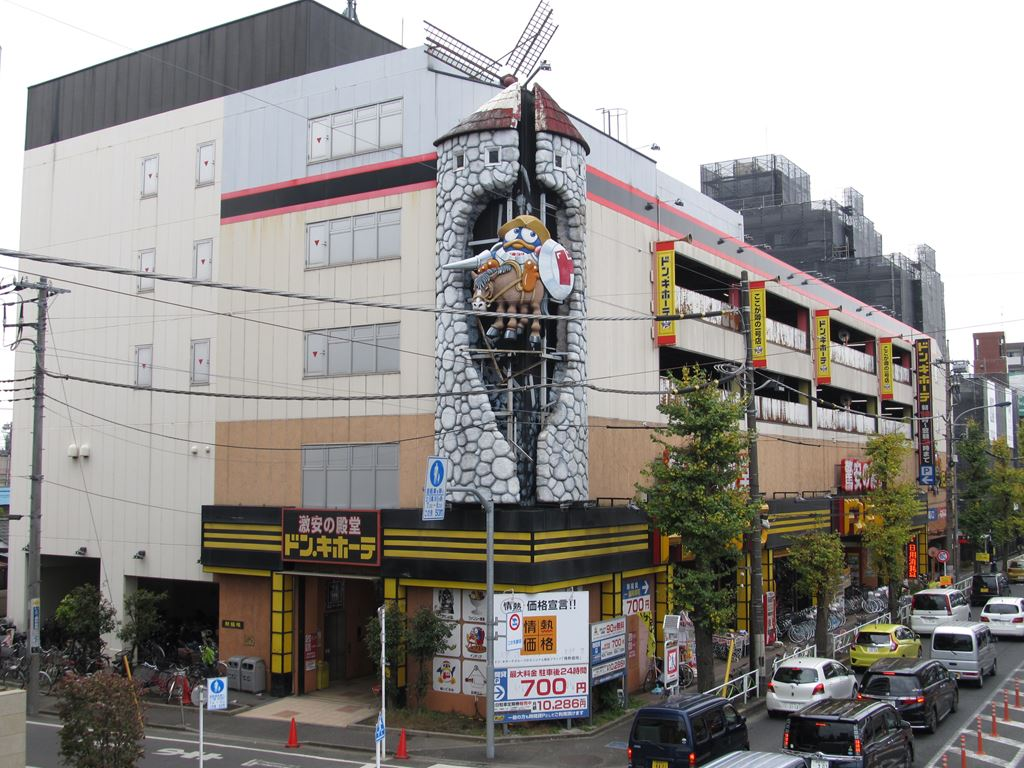
位於東京都府中市的一號店

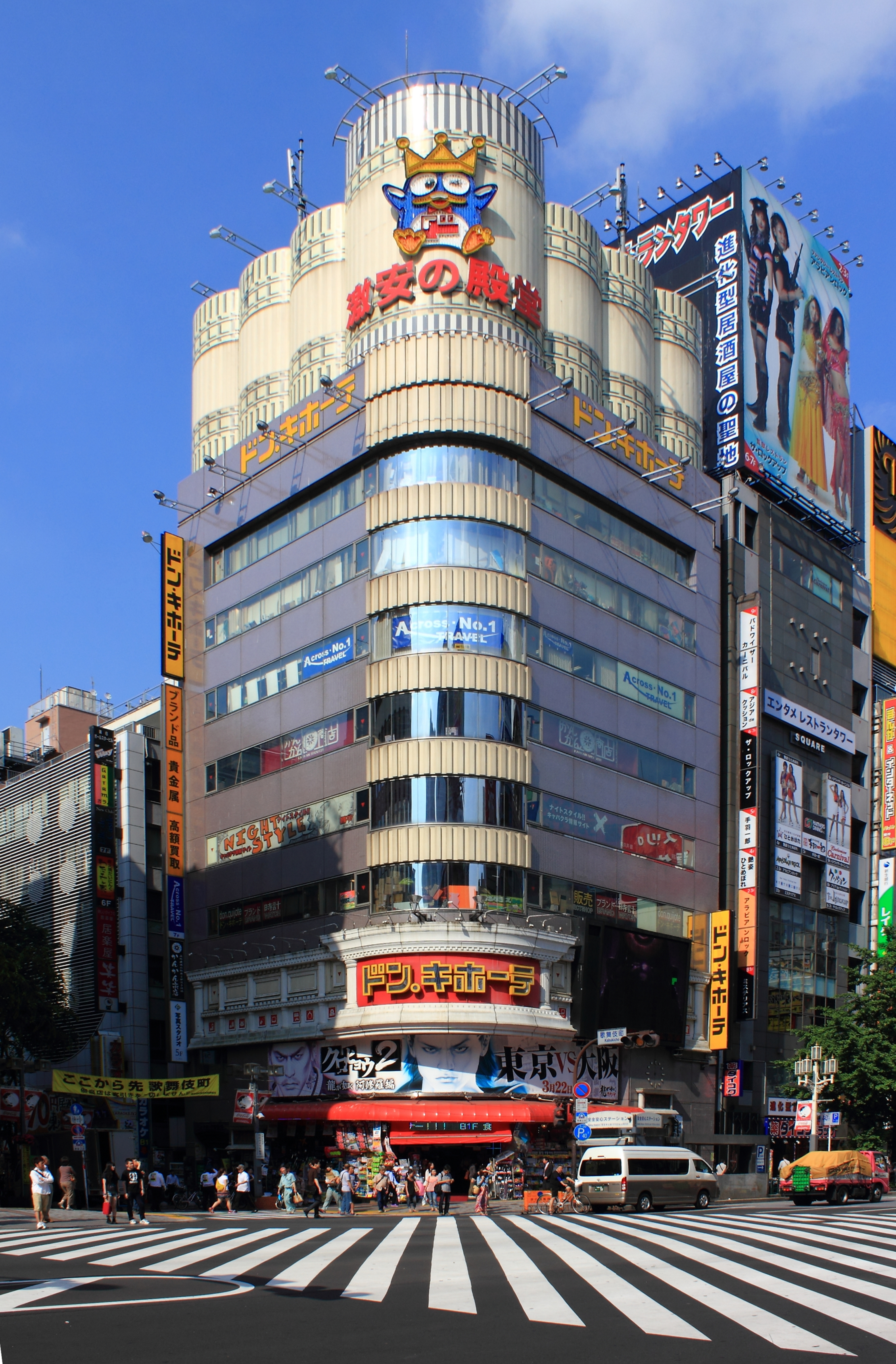
新宿歌舞伎町店

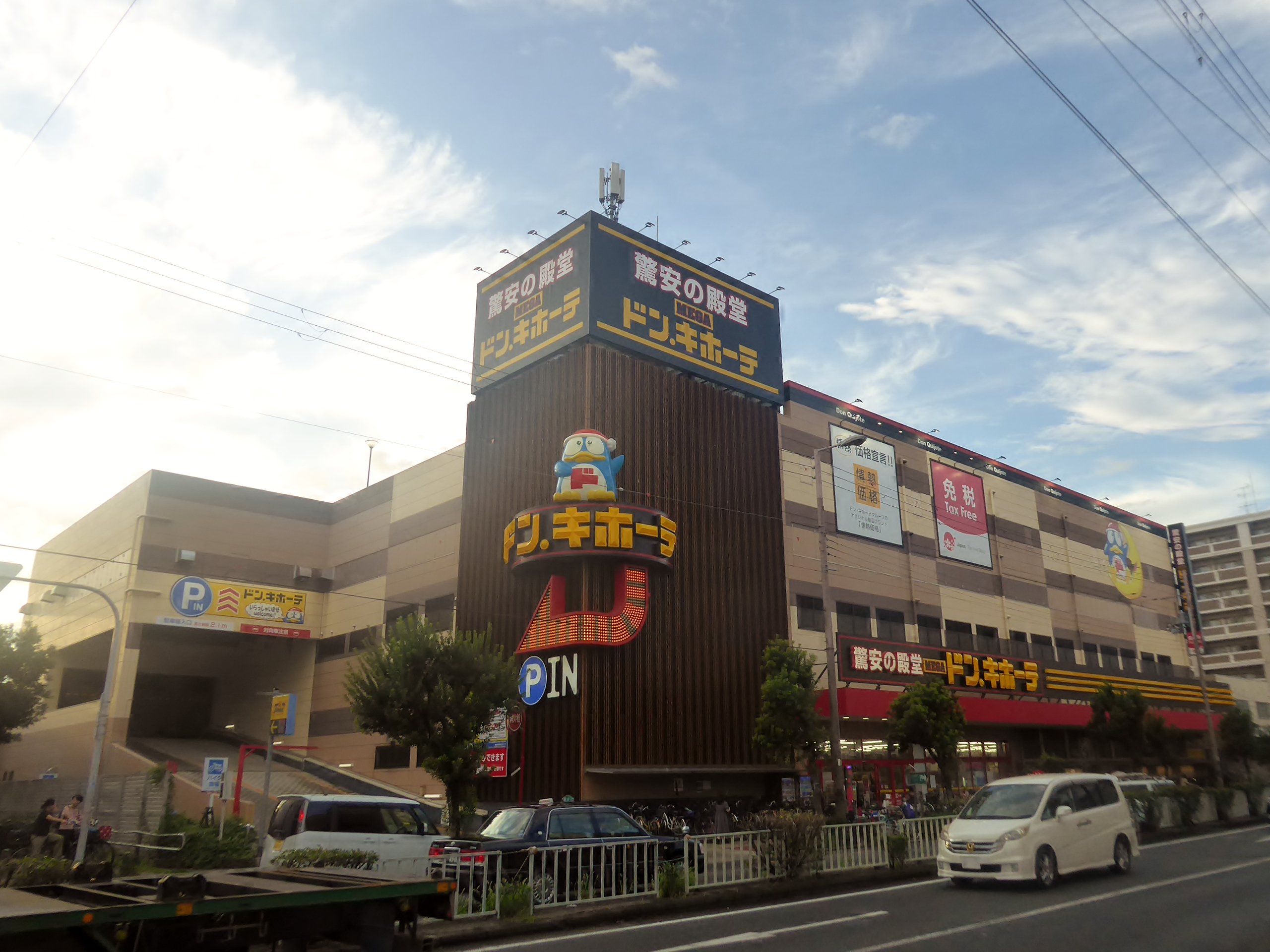
唐吉訶德的衍生店型「MEGA唐吉訶德」（MEGAドン・キホーテ），店面規模較大，亦增售生鮮食品，型態接近量販店

唐吉訶德的前身為創辦人安田隆夫（Takao Yasuda）於1978年開設的小規模店舖「泥棒市場」，店址位於東京都杉並區上荻四丁目（西荻窪）。1980年9月5日，「株式會社Just」（株式会社ジャスト）成立。唐吉訶德首間分店設於東京都府中市，1989年3月開業，當時為總店。1995年9月，株式會社Just改名為「株式會社唐吉訶德」。1997年11月，總店遷往東京都江戶川區的葛西店；2009年9月，總店再遷往東京都目黑區的中目黑本店。
2005年3月17日，唐吉訶德大阪道頓堀分店開業，在建築物頂層設有橢圓形摩天輪，但其後摩天輪以維修為理由停止運作，至2018年1月19日重新對外開放。唐吉訶德亦於2005年在其東京六本木分店建築物頂層加設過山車，但受到鄰近商戶及居民的反對；過山車建築工程於2006年完成，但一直未有正式運作。
為整合旗下事業，唐吉訶德在2013年導入控股公司制度。2013年8月14日，「株式會社唐吉訶德分割準備會社」成立。2013年12月，株式會社唐吉訶德改名為「株式會社唐吉訶德控股」（2019年2月1日起更名為泛太平洋國際控股），唐吉訶德分割準備會社改名為「株式會社唐吉訶德」。
2018年8月，唐吉訶德公佈了「澀谷區道玄坂二丁目開發計劃」（日語：「渋谷区道玄坂二丁目開発計画」），計劃在澀谷道玄坂二丁目的交差路口地區興建大型複合設施，建築將樓高28層，店鋪、公司及酒店皆包括在內。設施預計2019年1月開始動工，將會在2022年4月竣工開業。
2017年，唐吉訶德控股與FamilyMart母公司UNY FamilyMart控股達成合作協議，唐吉訶德控股將從UNY FamilyMart控股獲得UNY40%股份，雙方同時將旗下門市進行整合。
2017年12月1日，唐吉訶德在新加坡烏節中央城開設在日本以外的東亞地區第一間分店，因「Don Quijote」的名字已被一間當地餐館使用而首次使用「Don Don Donki」的海外名稱（往後在美國以外的其他海外開設分店同樣使用此名稱），並宣布計劃在2020年之前在新加坡開設10間分店。
2018年10月13日，UNY-FamilyMart控股以2,119億日元（18.9億美元）入股唐吉訶德控股最多20.17%的股份，預計成為後者最大股東（但截至2022年6月30日為止，已再度改回原名的FamilyMart控股只擁有5.54%的股份而成為第四大股東），同時唐吉訶德控股將支付2.56億美元，收購UNY剩餘60%股權，使UNY成為唐吉訶德控股的全資子公司。
2021年1月5日，唐吉訶德宣佈台灣首店於同月19日在台北市西門町開幕，位於阿曼TIT1至3樓，24小時營業，除了日本直送商品之外，還提供台灣限定的鮮魚區等服務。馬來西亞首間門市於3月19日在吉隆坡武吉免登樂天廣場（Lot 10）開幕，樓高3層，佔地面積達2,181平方公尺，是其在穆斯林世界的第一間門市；為因應馬來西亞國情，該門市並無販售酒精飲料及成人情趣用品，含有豬肉成分的商品則在包裝上有特別標示。

## 分店

### 日本海外

#### 新加坡
唐吉訶德於2017年12月1日在新加坡開設首間分店。由於當地餐館已使用唐吉訶德品牌，因此新加坡分店店名改為「Don Don Donki」。最初由子公司「泛太平洋國際控股有限公司」（Pan Pacific International Holdings Pte. Ltd.）負責管理，2019年2月1日母公司唐吉訶德控股改為現稱後更名為「泛亞零售管理（新加坡）有限公司」（Pan Pacific Retail Management (Singapore) Pte. Ltd.），目前有15間分店。

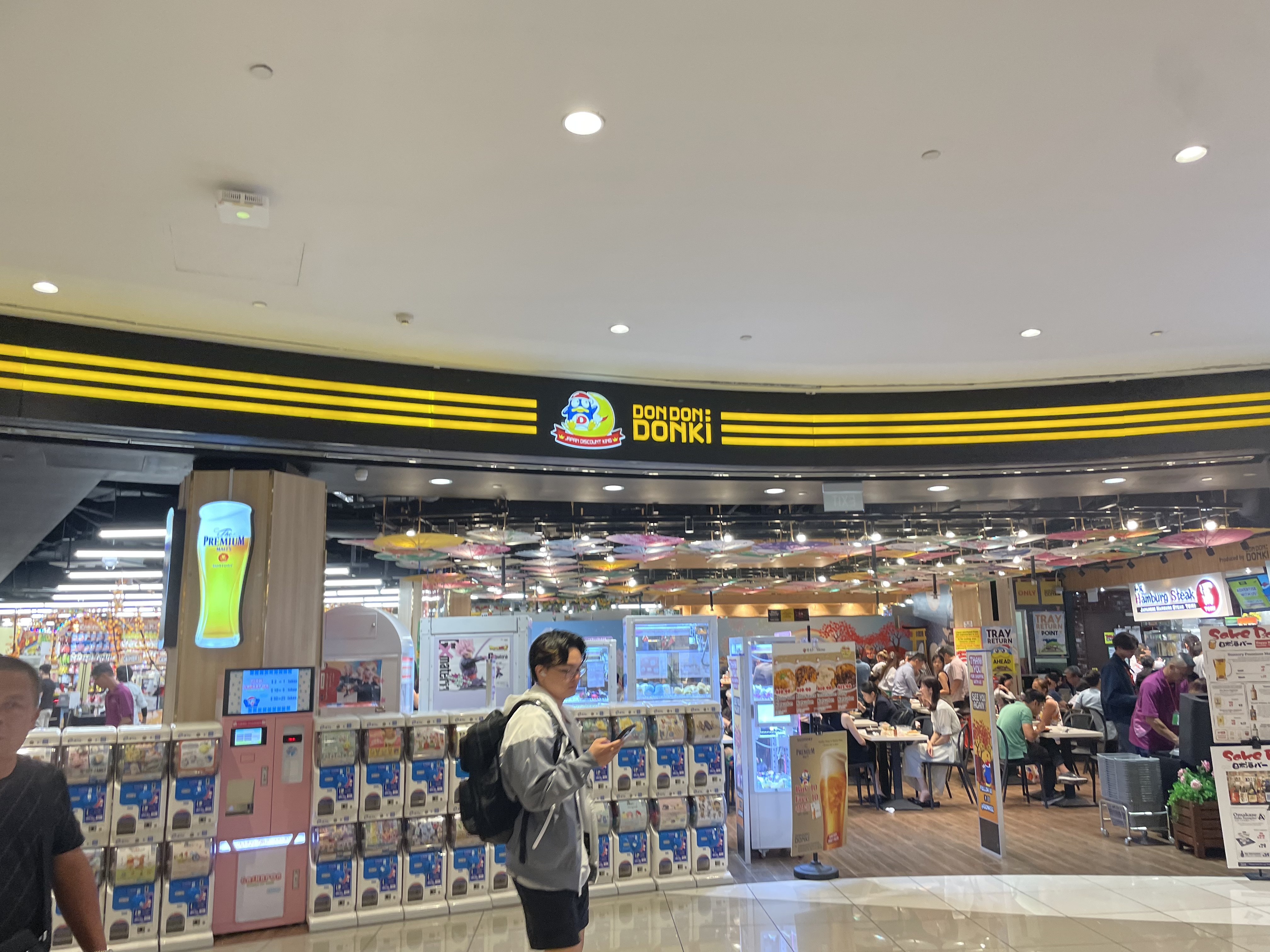
新達城購物中心

#### 泰國
由子公司「DONKI泰國有限公司」（DONKI Thailand Co., Ltd.）負責管理。首間分店於2019年2月22日開幕，目前有7間分店，分別位於曼谷（6間）和春武里府（1間）。
- 鮮選壽司

首店於2023年1月23日在曼谷是隆路商場（Silom Road Shopping Mall）1樓和2樓開幕，成為繼香港和馬來西亞後，鮮選壽司的第三個海外據點。

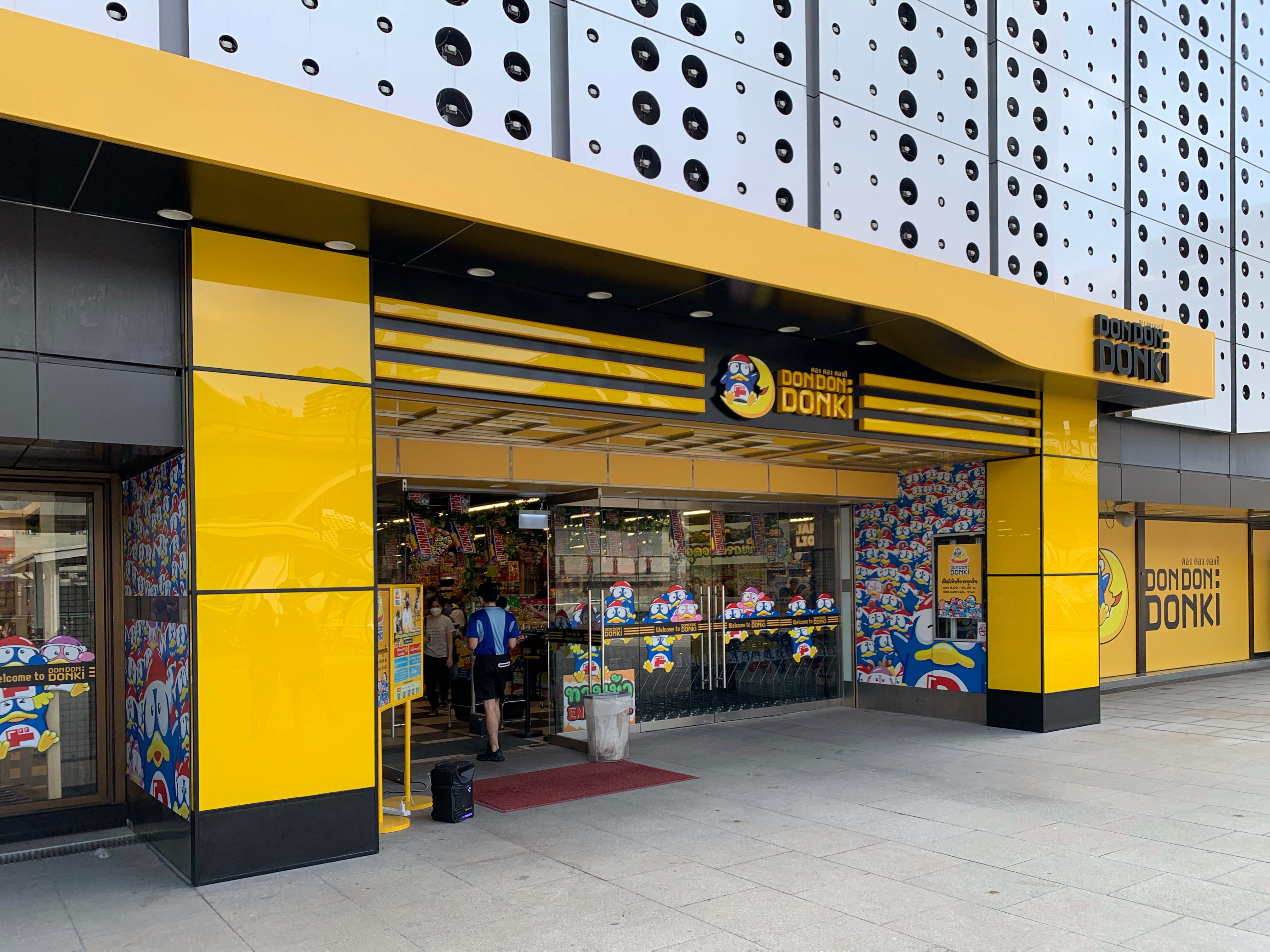
曼谷MBK購物中心店

#### 香港
2019年，唐吉訶德宣佈在香港開設分店，由子公司「泛亞零售管理（香港）有限公司」（Pan Pacific Retail Management (Hong Kong) Co., Ltd.）負責管理。首間分店位於九龍尖沙咀美麗華廣場二期地庫B1號舖，佔地2.3萬呎，銷售面積15,280平方呎，月租約100萬元，為24小時營業，於同年7月12日上午10時正開幕，2022年6月24日首設精米專賣店「安田精米」。
2019年12月12日，新界首間唐吉訶德分店在荃灣海之戀商場2樓開業，佔地5萬呎，銷售面積26,683平方呎並附設美食廣場。
2020年進駐港島區，先在銅鑼灣百德新街22至36號翡翠明珠廣場1至4樓開店，以「叢林中的尋寶」為設計概念，佔地4.8萬呎，銷售面積27,674平方呎，24小時營業，於同年7月7日上午10時正開幕。1樓曾經改建為鮮選壽司（目前已恢復為收銀處），2樓設有安田精米。
2020年10月15日，樓高兩層的中環皇后大道中100QRC分店開業，以「礦場尋寳」為設計概念，佔地1.78萬呎，銷售面積12,012平方呎，曾經是24小時營業，2022年4月1日起營業時間更改為早上8時至凌晨1時，是香港的第一間地舖分店。中環店設有獨有的高級便當區，方便附近上班的顧客需求。
2020年11月11日，唐吉訶德將軍澳分店正式進駐MONTEREY Place商場1樓，以「野餐」為設計概念，佔地2.5萬呎，銷售面積16,565平方呎，曾經是24小時營業，2022年2月1日起營業時間更改為早上8時至凌晨1時。將軍澳店設有雜貨特賣場、寵物專區等，入口處設壽司區，相比其他分店更能方便客人直接選購食物，而天花亦有小火車行走。
2020年12月18日，位於香港島太平山山頂廣場的小型分店「情熱笑店Jonetz Market」開幕，以「日本屋台文化」為設計概念，銷售面積2,142平方呎，集合多款日本特色小吃及甜品。該店曾改建為鮮選壽司，目前已結業。
2021年2月4日，唐吉訶德小西灣分店正式進駐藍灣廣場1樓，以「四季」為設計概念，佔地3.98萬呎，銷售面積20,279平方呎，並首設「情熱食堂」，售賣即叫即煮日式炸豬扒丼、牛丼等食品。「情熱食堂」及部分唐吉诃德樓面曾改建為鮮選壽司。小西灣分店已於2025年5月31日結業。
2021年7月20日，唐吉訶德屯門分店正式進駐屯門市廣場一期UG層，以「乘搭火車出發日本去旅行」為設計概念，銷售面積28,180平方呎，是香港銷售面積最大的分店，設有安田精米。
2022年1月20日，唐吉訶德觀塘區分店正式進駐淘大商場3期1樓，以「日本鄕郊風情」為設計概念，銷售面積2.5萬平方呎。
2022年8月17日，唐吉訶德九龍城區分店正式進駐紅磡黃埔天地2期時尚坊MTR樓層，以「昭和復古」為設計概念，銷售面積1.8萬平方呎，並首設外賣自選便當專賣店「選樂食堂」（已結業），亦設有安田精米及鮮選壽司（已結業）。
2023年5月24日，唐吉訶德黃大仙區分店正式進駐鑽石山荷里活廣場1樓，以「美食主題公園」為設計概念，銷售面積1.6萬平方呎。
2024年9月16日，唐吉訶德旺角分店進駐砵蘭街240至244號MPM文華商場（MPM Mandarin Arcade）2樓，銷售面積5,134平方呎，是香港銷售面積最小的分店。
由於開業初期香港業績理想，日本總公司曾計劃在2024年前在香港開設24間分店，但在2021年則發表只計劃在未來一年開設2間分店（屯門市廣場店和淘大商場店）。
- 鮮選壽司（已結束業務）

2021年10月29日在荃灣海之戀商場開幕，為唐吉訶德全球首間，已於2025年6月30日結業。
2022年4月29日在山頂廣場開幕，為原小型分店「情熱笑店Jonetz Market」改建而成，已於2024年5月1日結業。
2022年5月27日在小西灣藍灣廣場開幕，為原「情熱食堂」改建而成，已於2024年5月1日結業。
2022年8月17日在紅磡黃埔天地時尚坊開幕，為香港首間和唐吉訶德分店同步開業，已於2024年5月結業。
2022年11月11日在銅鑼灣翡翠明珠廣場1樓開幕，為首間以居酒屋為主題的餐廳，不同以往迴轉壽司店形式，已於2024年5月結業。
- 期間限定店

2020年10月，在九龍旺角The Forest開設期間限定店，為首次在香港開設的期間限定店，售賣水果、化妝品等。
2020年12月14日，在上水上水匯開設期間限定店，售賣水果、化妝品、聖誕禮品等，原計劃開設至12月28日，其後延長至2021年1月4日。
2021年1月25日至2月28日，在荃灣愉景新城開設期間限定店，售賣水果、化妝品、新年禮品等。
2021年11月17日至11月30日，在觀塘區佐敦谷淘大商場開設期間限定店，為在淘大商場分店開幕前開設的期間限定店，售賣零食、化妝品、廚具、家庭用品等。

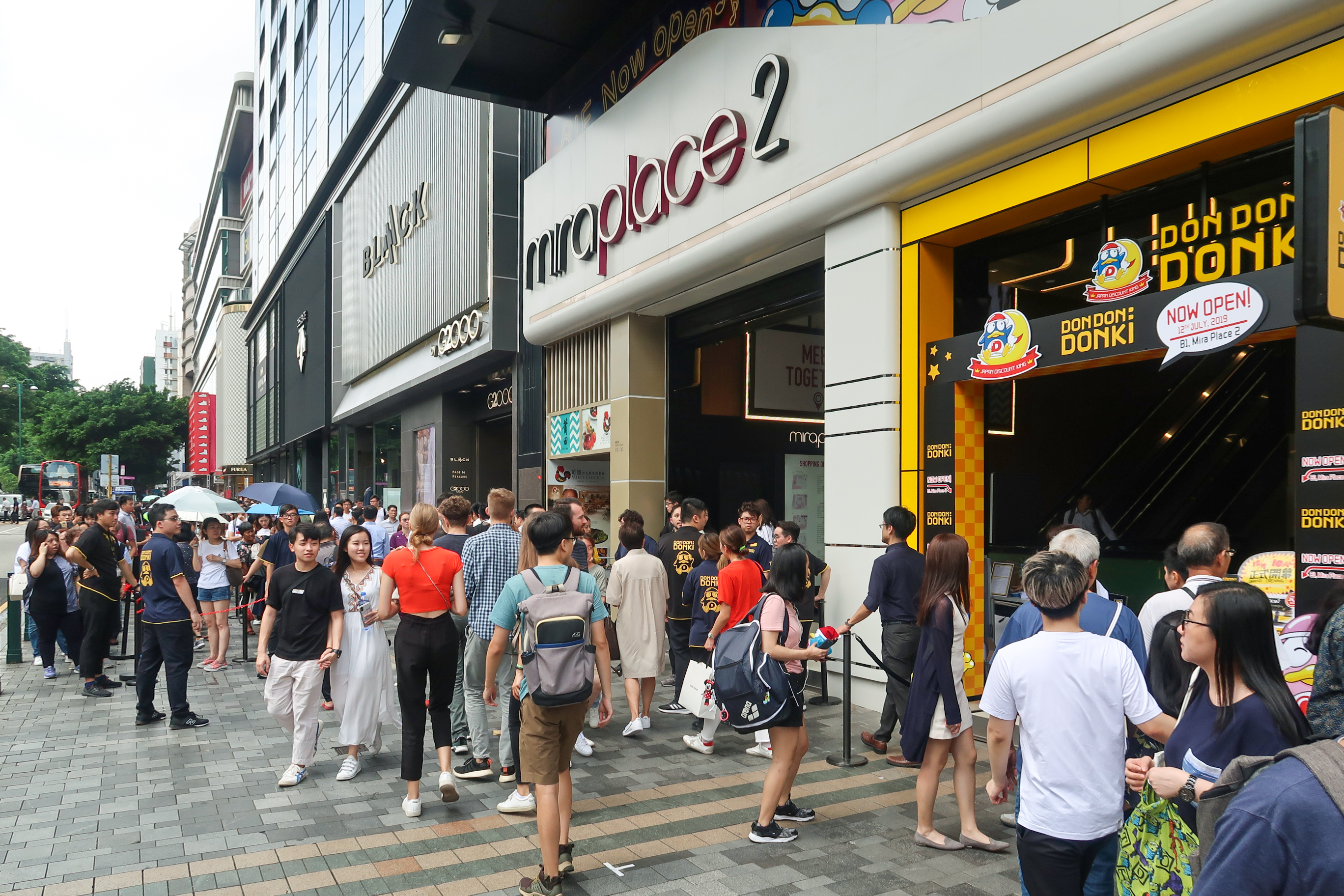
香港唐吉訶德位於尖沙咀美麗華廣場二期，開業當天大排長龍
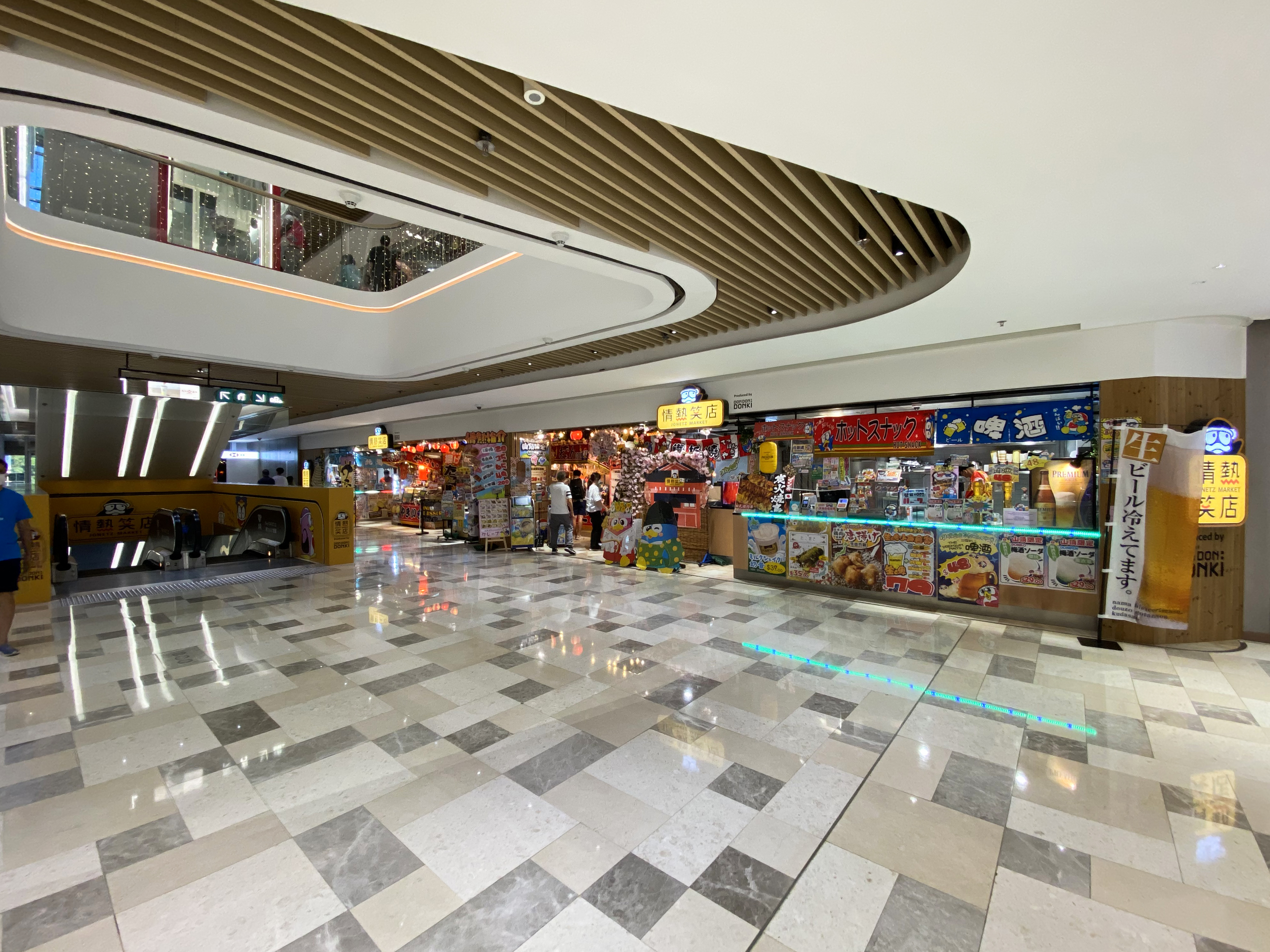
位於香港島太平山山頂廣場「情熱笑店Jonetz Market」集合多款日本特色小吃及甜品。該店於2022年1月改建為鮮選壽司，並於4月29日正式開幕，目前已結業。

#### 台灣
由子公司「台灣泛亞零售管理顧問股份有限公司」（Taiwan Pan Pacific Retail Management Co., Ltd.）負責管理。目前有6家分店，台北市3家，桃園市1家，台中市1家，高雄市1家。
DON DON DONKI
| DON DON DONKI | DON DON DONKI                                                | DON DON DONKI | DON DON DONKI | DON DON DONKI                  | DON DON DONKI | DON DON DONKI |
| 縣市          | 地址                                                         | 電話          | 營業時間 | 分店                           | 開幕          | 備註 |
| ------------- | ------------------------------------------------------------ | ------------- | --- | ------------------------------ | ------------- | --- |
| 台北市        | 台北市萬華區西寧南路123號1樓至3樓 （入口處為武昌街二段58號） | 02-2331-6811  | 24小時不打烊 飲食店營業時間： 平日12:00至21:00（最後點餐時間 20:00） 假日12:00至22:00（最後點餐時間 21:00） Uber Eats外送服務                          | DON DON DONKI 西門店           | 2021年1月19日 | 台灣一號店（西門店）開幕，位於台北西門町的阿曼TIT1至3樓，除了日本直送商品之外，還提供台灣限定的鮮魚區等服務。24小時營業。 |
| 台北市        | 台北市中正區八德路一段55號地下1樓                            | 02-2321-8911  | 平日09:00至23:00（最後入場時間22:00） 週末及國定假日08:00至23:00（最後入場時間 22:00） 飲食店營業時間：每日11:00至20:00 （售完為止） Uber Eats外送服務 | DON DON DONKI 忠孝新生店       | 2022年1月20日 | 二號店（忠孝新生店）開幕，位於台北光華商圈的全球人壽希望廣場（台北市資訊園區三期）地下1樓。自2023年6月起，營業時間變更為平日（週一至週五）上午9點至晚上11點，週末及國定假日則是上午8點至晚上11點。 |
| 台北市        | 台北市南港區忠孝東路七段359號B棟3樓                          | 02-2653-8911  | 每日09:00至22:00 飲食店營業時間：每日 11:00至20:00（最後點餐時間 19:30） Uber Eats外送服務                                                             | DON DON DONKI CITY LINK 南港店 | 2023年8月22日 | 三號店（CITY LINK南港店）開幕，位於台北南港的CITY LINK南港店B棟3樓，營業時間為上午9點至晚上10點（鮮選壽司最後點餐時間21:30 ），並引進「鮮選壽司」台灣首店，還提供「零食裝到飽」、「和牛便當」及「日本流行美妝專區」台灣首店。 |

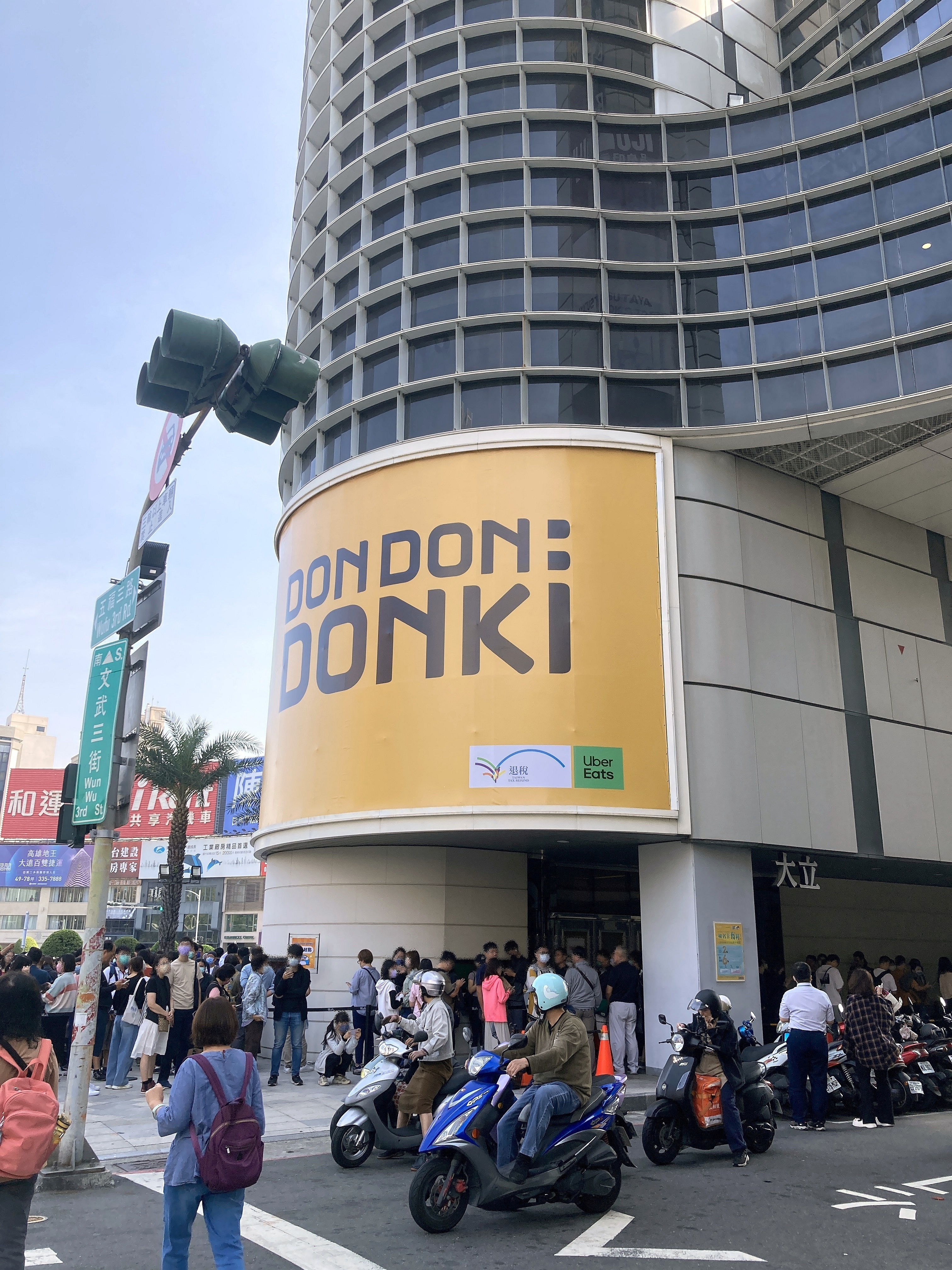
高雄大立店

| 桃園市        | 桃園市桃園區330桃園市桃園區中正路61號地下1樓                 | 03-336-2626   | 每日10:00至23:00（最後入場時間 22:30） 飲食店營業時間：每日 11:00至21:30 （最後點餐時間21:30） Uber Eats外送服務                                       | DON DON DONKI 桃園統領店       | 2024年12月5日 | 六號店（桃園統領店）開幕，位於桃園的統領廣場地下一樓。 |
| 台中市        | 台中市西屯區河南路三段120號地下1樓                           | 04-2253-5311  | 每日10:00至23:00（最後入場時間 22:00） 飲食店營業時間：每日 11:00至20:00 （最後點餐時間19:20） Uber Eats外送服務                                       | DON DON DONKI 台中TIGER CITY店 | 2023年11月9日 | 四號店（台中 TIGER CITY店）開幕，位於台中七期重劃區的老虎城地下一樓，營業時間為上午10點至晚上11點。此店占地面積560坪，除了引進和牛串、安田精米、現煮食堂等熟食品牌，全新品牌「若櫻壽司」亦在此開設全球首店。 |
| 高雄市        | 高雄市前金區五福三路57-59號AB館地下1樓                       | 07-231-8911   | 每日10:00至23:00（最後入場時間 22:30） 飲食店營業時間：每日 11:00至22:00 （最後點餐時間21:00） Uber Eats外送服務                                       | DON DON DONKI 高雄大立店       | 2023年12月7日 | 五號店（高雄大立店）開幕，位於高雄的大立百貨A館、B館地下一樓，營業時間為上午10點至晚上11點。此店占地面積1,200坪（為全台最大分店），除集結了全台店鋪的商品之外，北、中最受歡迎的特色專區：和牛串、安田精米、MOCCHI MOCHI專門店、現煮食堂（ヲた飯堂） 及COSME DONKI也將以店中店型式一同引進高雄，更設立3個全新獨家專區：OUTDOOR戶外用品、 DONKI SAKE日本酒及COCOKAWAII可愛專區，全球第二間「若櫻壽司」也將一併進駐。 |

鮮選壽司
| 鮮選壽司 | 鮮選壽司                            | 鮮選壽司     | 鮮選壽司                                                 | 鮮選壽司                 | 鮮選壽司      | 鮮選壽司                    |
| 縣市     | 地址                                | 電話         | 營業時間                                                 | 分店                     | 開幕          | 備註                        |
| -------- | ----------------------------------- | ------------ | -------------------------------------------------------- | ------------------------ | ------------- | --------------------------- |
| 台北市   | 台北市南港區忠孝東路七段359號B棟3樓 | 02-2653-8011 | 每日11:00至20:00（最後點餐時間 19:30） Uber Eats外送服務 | 鮮選壽司 CITY LINK南港店 | 2023年8月26日 | 首店在CITY LINK南港店開幕。 |

若櫻壽司
| 若櫻壽司 | 若櫻壽司                           | 若櫻壽司     | 若櫻壽司                                                        | 若櫻壽司                  | 若櫻壽司      | 若櫻壽司      | 若櫻壽司 |
| 縣市     | 地址                               | 電話         | 營業時間                                                        | 分店                      | 開幕          | 結束          | 備註 |
| -------- | ---------------------------------- | ------------ | --------------------------------------------------------------- | ------------------------- | ------------- | ------------- | --- |
| 台中市   | 台中市西屯區河南路三段120號地下1樓 | 04-2255-6211 | 週一至週日11:00至23:00 （最後點餐時間:22:00） Uber Eats外送服務 | 若櫻壽司 台中TIGER CITY店 | 2023年11月9日 | 2025年5月31日 | 在台中 TIGER CITY店開幕，為全球首家分店。                                                                   |
| 高雄市   | 高雄市前金區五福三路57號A館地下1樓 | 07-216-6811  | 週一至週日11:00至23:00（最後點餐時間22:00） Uber Eats外送服務   | 若櫻壽司 高雄大立店       | 2023年12月7日 | 2025年5月31日 | 在高雄大立店開幕，為全球第二家分店，有別於台中TIGER CITY店，增設2間包廂，提供給消費者獨立的用餐環境及空間。 |

- 高雄大立店

#### 馬來西亞
由子公司「泛亞零售管理（馬來西亞）有限公司」（Pan Pacific Retail Management (Malaysia) Sdn. Bhd.）負責管理。首店於2021年3月19日開幕，目前有4間店，分別位於吉隆坡（2間）及雪蘭莪（2間）。
- 鮮選壽司

首店於2022年10月28日在雪兰莪梳邦再也雙威金字塔購物中心（Sunway Pyramid Shopping Mall）開幕，成為繼香港後，鮮選壽司的第二個海外據點。

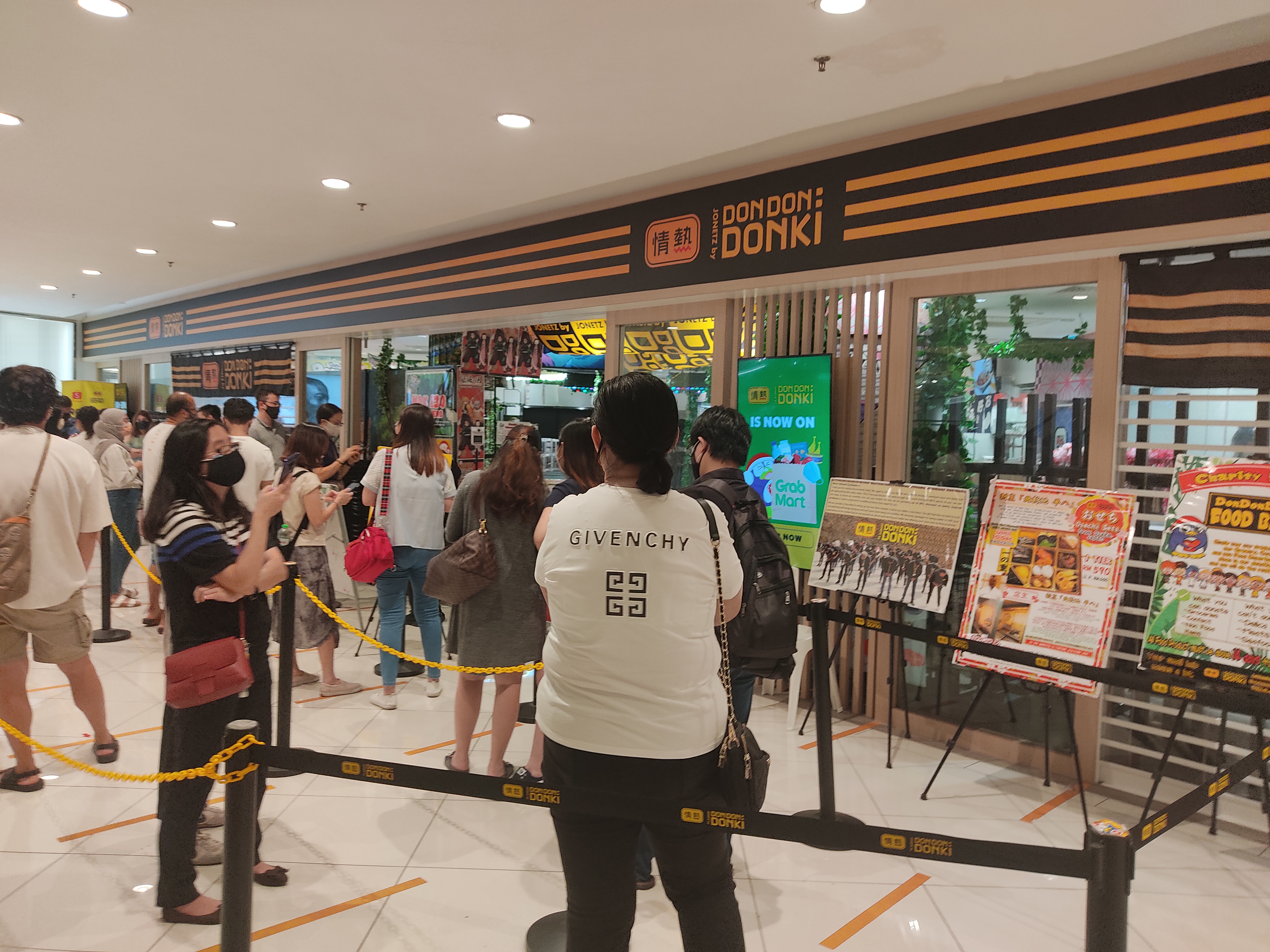
吉隆坡樂天廣場店
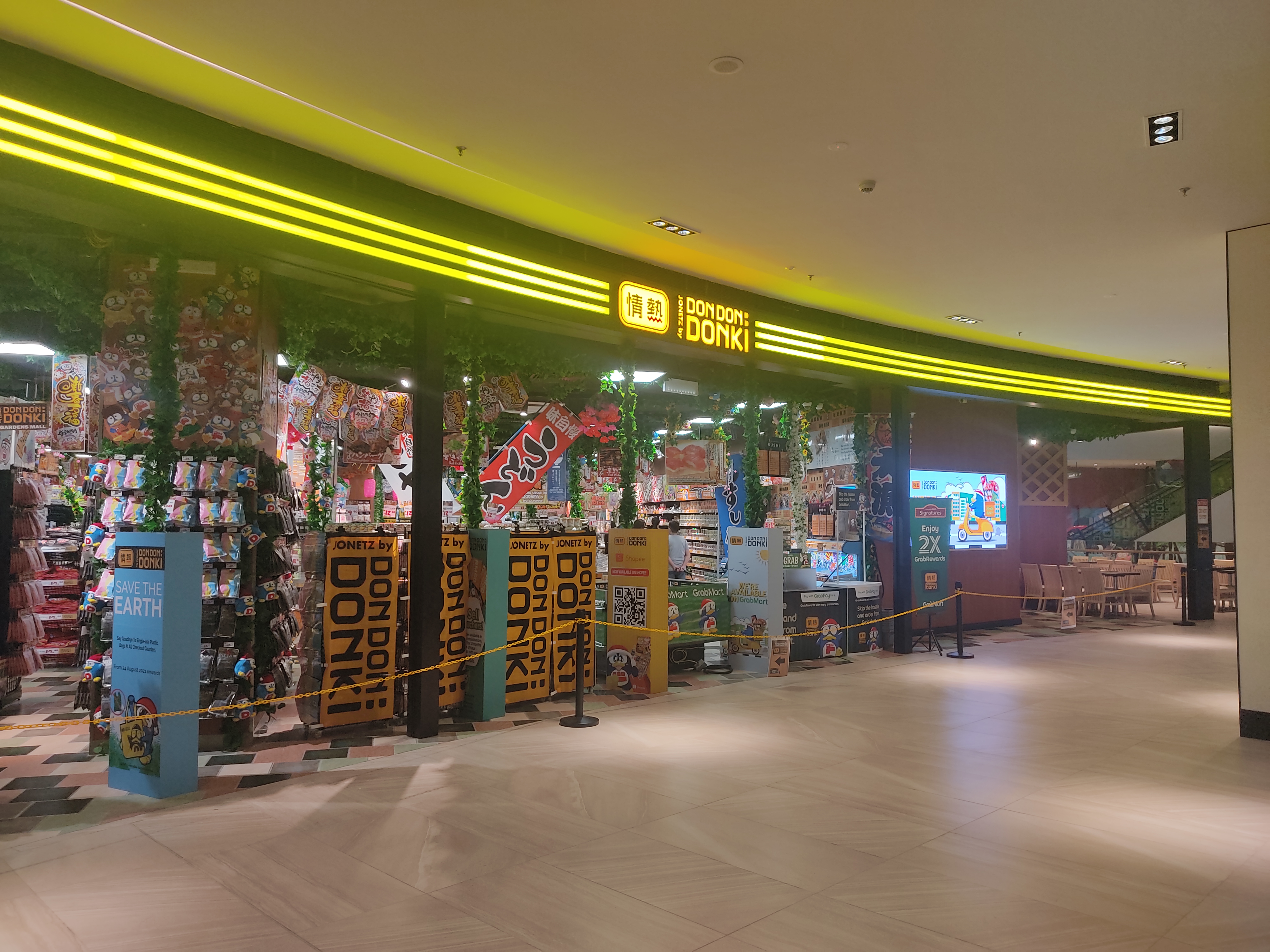
雪蘭莪麗陽名捷城商場店

#### 澳門
唐吉訶德澳門首間分店座落於澳門半島筷子基信步閒庭地面層，面積約1,776平方米，於2021年9月9日開張。由子公司「澳門泛亞零售管理一人有限公司」（Macau Pacific Rim Retail Management Co., Ltd.）負責管理。。
2022年9月15日，新濠博亞娛樂宣佈，澳門第二間唐吉訶德分店將座落在新濠影匯第二期，將成為澳門最大的唐吉訶德分店。2024年2月2日，「DON DON DONKI新濠影匯店」盛大開幕，佔地超過30,000平方呎，位於新濠影匯1樓A1號，提供一系列優質日本食材及料理產品，包括新鮮精磨的日本米及即叫即製作的飯糰和手工便當；首次於店內開設「安田精米第一號店」，同時引進引進精磨機，並將於第二階段提供新鮮即磨的北海道產七星米；店內更設有澳門首家「鮮選壽司」。兩間分店均沒有出售藥品和成人情趣用品。

## 事件
2004年12月13日，埼玉縣埼玉市内的唐吉訶德「浦和花月店」與「大宮大和田店」發生連續放火事件，於花月店造成3名店員死亡。2004年12月15日，大宮大和田店再被同一人放火。其後警方拘捕一名40多歲女疑犯，最終罪名成立，被判刑終身監禁。
2009年2月24日，香港歌手關楚耀與衞詩於東京旅遊期間，在澀谷道玄坂唐吉訶德分店內被懷疑企圖偷竊。警方到場調查後發現關楚耀身上藏有大麻，二人被扣留。其後二人先後獲釋返港。
2021年2月份發生唐吉訶德因為將台灣商品放置於中华人民共和国国旗貨架標示，也受到臺灣等地質疑立場親共的事件。
2022年5月30日，香港百貨和商業僱員總會發出聲明，指近日收到10多位會員求助，唐吉訶德早前突然要求員工需於數天內簽訂新合約，部份員工薪酬比原有合約減少每月200元。而不接受合約，公司表明會辭去員工職務。聲明指2021年香港唐吉訶德的經營溢利達1.98億元，認為企業賺取巨額利潤的同時，仍然對部份員工薪酬作出削減，表示遺憾和失望。
2024年5月11日，民眾於唐吉訶德西門店內扭蛋抽獎，卻發現機台中沒有最大獎，隔日於臉書發文指出，唐吉訶德西門店舉辦情趣用品TENGA扭蛋抽獎，他與友人發現市價1500元的最大獎還沒開出，於是包下最後6顆扭蛋，卻仍未開出大獎。網友指出，該門市主管甚至表示「如果一開始就把大獎放進去，被抽走後就沒人要抽了」，更提出補償方案「多付兩顆扭蛋成本，買下最大獎與最後獎」。而唐吉訶德業者說明，當時有按抽獎規則鋪設扭蛋設備，正針對扭蛋銷售端進行內部調查。

## 大眾文化
由於在日本擁有高知名度，其他領域的出版作品有時也會提及唐吉訶德。
- 《AKB48》：《AKB48》是女子偶像團體AKB48的一首自我介紹曲，收錄於Team A公演曲目與相關專輯中。該曲的歌詞中提及許多秋葉原地區的知名商店與地標，由於做為該團體根據地的AKB48劇場就是設址於唐吉訶德秋葉原店的8樓，因此也在歌詞中提及了唐吉訶德。
- 《人中之龍》（龍が如く）：《人中之龍》是世嘉（SEGA）所推出、以日本黑社會為背景的遊戲軟體。該遊戲系列採用真實的日本城市街道為背景，因此包括唐吉訶德在內的不少知名日本商店都曾出現在遊戲中。全系列中除了《人中之龍 見參！》外，都曾出現過以唐吉訶德為背景的遊戲片段，出現的分店包括神室町（東京）、月見野（札幌）、錦榮町（名古屋）、永洲街（福岡）、蒼天堀（大阪）與琉球街（沖繩）。
- 《銀魂》：動畫207集中萬事屋三人組在埋伏襲擊猿飛菖蒲的任務中偷懶跑去唐吉訶德購物，音樂主題曲還有致敬變奏版。

## 未來規劃
目前計劃在中國大陸、澳門、台灣、馬來西亞等亞洲國家及地區擴展分店。目前的擴展計畫：
- 中国大陆：已在北京成立辦事處，分店數量未知，未來第一家分店可能將會落在北京市。
- 马来西亚：預計開設11家分店，其中一所将位于武吉免登城中城（BBCC）啦啦寳都（目前有4家分店）。
- 臺灣：預計開設6家分店（2024年目標已達成）。
- 澳門：預計開設2家分店（2024年目標已達成）。

## 外部鏈結
- 唐吉訶德日本網站（页面存档备份，存于） （日語）
  - 驚安の殿堂 ドン・キホーテ的X（前Twitter）
  - ドン・キホーテ（Don Quijote）的Facebook專頁
  - ドン・キホーテ公式的Instagram帳戶
  - YouTube上的ドンキチャンネル頻道
- 唐吉訶德全球網站（页面存档备份，存于） （日語）（英文）（简体中文）（繁體中文）（泰文）
- 唐吉訶德台灣網站 （页面存档备份，存于）（繁體中文）
  - 台灣公司資料 （页面存档备份，存于）
  - 唐吉訶德官方線上購物 （页面存档备份，存于）（日語）（英文）（简体中文）（繁體中文）（泰文）
  - 唐吉訶德台灣的Facebook專頁
- 唐吉訶德香港網站 （页面存档备份，存于）（繁體中文）
  - 唐吉訶德香港的Facebook專頁